# Wicked: Чародійка 2
«Wicked: Чародійка 2» (англ. Wicked: For Good) — майбутній американський музичний фентезійний фільм режисера Джона Чу за сценарієм Вінні Гольцмана та Дани Фокс. Стрічка є сиквелом фільму «Wicked: Чародійка» 2024 року та другою частиною двосерійної екранізації однойменного мюзиклу Стівена Шварца та Гольцмана, яка була знята за мотивами роману 1995 року, що є переосмисленням книжок про країну Оз та фільму «Чарівник країни Оз» 1939 року. Головні ролі у фільмі зіграли Синтія Еріво та Аріана Гранде, а також Джонатан Бейлі, Ітан Слейтер, Бовен Янг, Марісса Боде, Пітер Дінклідж, Мішель Єо та Джефф Голдблюм.
Прем'єра «Wicked: Чародійка 2» запланована на 21 листопада 2025 року студією Universal Pictures в США.

## Синопсис
Дія мюзиклу розгортається в Країні Оз, до і після приїзду Дороті Ґейл з Канзасу, і охоплює події другої дії мюзиклу, де дружба Елфаби та Ґлінди піддається випробуванню, коли вони приймають свої нові іпостасі Злої Відьми Заходу і Доброї Ґлінди, і як наслідки їхніх вчинків назавжди змінять всю Країну Оз.

## У ролях
| Актор          | Роль                          |
| -------------- | ----------------------------- |
| Синтія Еріво   | Ельфаба                       |
| Аріана Гранде  | Ґлінда                        |
| Джонатан Бейлі | Фієро                         |
| Ітан Слейтер   | Бок                           |
| Марісса Боде   | Нессароза                     |
| Мішель Єо      | мадам Моррібль                |
| Джефф Голдблюм | Чарівник Оз                   |
| Пітер Дінклідж | доктор Ділламонд, (озвучення) |

## Виробництво

### Розробка
Екранізація бродвейського мюзиклу «Зла» була анонсована у 2012 році із запланованими датами виходу — 20 грудня 2019 року, 22 грудня 2021 року, 25 грудня 2024 року та 27 листопада 2024 року. Після численних затримок перший фільм врешті-решт отримав дату виходу в прокат — 22 листопада 2024 року. У квітні 2022 року Джон Чу повідомив, що кіноадаптація мюзиклу складатиметься з двох фільмів.

### Підготовка до виробництва
У червні 2022 Стівен Шварц оголосив, що напише нову пісню для одного з фільмів.
У листопаді 2022 року Шварц повідомив, що до фільму увійдуть дві нові пісні, «щоб відповідати вимогам сюжетної лінії». У грудні 2024 року Чу розкрив, що фільм матиме набагато темнішу атмосферу порівняно з першим фільмом, а персонаж Дороті Гейл матиме більш помітну роль.

### Зйомки
У липні 2022 року стало відомо, що зйомки пройдуть у нещодавно побудованій кіностудії Sky Studios в Елстрі (графство Гартфордшир, Англія), репетиції розпочнуться у серпні, а безпосередньо знімальний період стартує у листопаді. Основні зйомки розпочалися паралельно зі зйомками «Wicked: Чародійка» і були майже завершені до липня 2023 року, коли виробництво було призупинено через страйк SAG-AFTRA 2023 року. Виробництво обох фільмів відновили 24 січня 2024 року, а зйомки завершилися 26 січня. Вокал акторів під час музичних номерів записувався наживо на знімальному майданчику, зокрема за наполяганням Еріво та Гранде, а звукорежисер, лауреат премії «Оскар» Саймон Гейз співпрацював з Чу над записом вокалу акторів, використовуючи варіації тих самих технік запису, які були застосовані для «Знедолених».

## Прем'єра
Прем'єра «Wicked: Чародійка 2» запланована на 21 листопада 2025 року до показу в кінотеатрах, зокрема у форматах RealD 3D, IMAX, Dolby Cinema, 4DX, ScreenX і D-Box, після того, як раніше її було призначено на 26 листопада 2025 року та 25 грудня 2025 року, але потім перенесено, щоб уникнути конкуренції з «Зоотрополісом 2» та «Аватаром: Вогонь і попіл», відповідно.